# Diemut Schilling
Diemut Schilling (* 16. November 1965 in Bremen) ist deutsche Bildhauerin und Hochschullehrerin.
Schilling lebt und arbeitet in Wuppertal. Seit 2011 hat sie eine Professur für Zeichnung und Druckgrafik an der Alanus Hochschule für Kunst und Gesellschaft.

## Leben und Wirken
Schilling wuchs in Hamburg auf und kam 1984 nach Wuppertal. Sie studierte 1986/87 an der Scuola Internazionale di Grafica in Venedig und anschließend 1987 an der Kunstakademie Düsseldorf bei Tony Cragg. 1990 erhielt sie ein Stipendium der Studienstiftung des deutschen Volkes und wurde 1992 Meisterschülerin der Klasse Tony Cragg erhielt ein Belgienstipendium „Transfer“ des Landes NRW. 1993 folgte ein Auslandsstipendium in Moskau der Studienstiftung des Deutschen Volkes und 1997 ein Karl Schmidt-Rottluff Stipendium.
Ab 2008 ist Schilling Dozentin für Entwurfszeichnen, Räumliche Darstellung und Freihandzeichnen, am Fachbereich Mediendesign an der Bergischen Universität Wuppertal.
Von 1999 bis 2009 gab sie Unterricht und zahlreiche Workshops für die Künstler der Yehudi Menuhin Stiftung Deutschland/International. Von 2000 bis 2011 Dozentin für Freihandzeichnung und Illustration Fachbereich Design an der Fachhochschule Düsseldorf. 2004 lehrte sie an der Juniorakademie Darmstadt, Hochbegabtenförderung Hessen. 2007 war sie Dozentin für „Gestaltung-Bewegung-Identität“ im Fachbereich 4 an der Universität Siegen und hatte dort 2008/09 eine Vertretungsprofessur für „Ästhetik und Kommunikation“ im Fachbereich Kunst.
1999 initiierte sie die jährliche Licht- und Kunstaktion Lichterwege im Wohnquartier Ostersbaum.

## Werke
- Yehudi-Menuhin-Stiftung Deutschland (Hrsg.): Das bin ich! : bildnerisches Gestalten mit Kindern. Verlag an der Ruhr, Mülheim an der Ruhr 2005, ISBN 3-86072-942-X.
- Yehudi-Menuhin-Stiftung Deutschland (Hrsg.): So seh ich das! : bildnerisches Gestalten mit Kindern. Verlag an der Ruhr, Mülheim an der Ruhr 2005, ISBN 3-86072-965-9.
- Welten erschaffen auf Papier. Von den Grundlagen der Zeichnung zur eigenen Bildsprache. Ein Wegbegleiter für Neugierige, Fortgeschrittene und für die Mappenvorbereitung. frechverlag, Stuttgart 2024, ISBN 978-3-7358-8148-9.

## Ausstellungen
- 1989: Rom, Palazzo Valentini Rom, Galerie Schneider
- 1990: Iraklion, Palazzo San Marco
- 1990: Nantes, II Salon International de la Gravure
- 1990/91: Wuppertal, Kunsthalle Barmen
- 1992: Hamburg, TuuH
- 1992: Luzern, Kulturpanorama
- 1992: Wuppertal, Kunstraum
- 1992: Aachen, Neuer Aachener Kunstverein
- 1993: Gent, St. Peters Abtei
- 1993: Recklinghausen, Kunsthalle
- 1993: Wuppertal, Alte Posthalle
- 1994: Charleroi, Galerie Ephemere
- 1994: Charleroi, Musee des Beaux Arts
- 1994: Vaasa, Ostrobothnian Museum
- 1994: St. Petersburg, Galerie 21
- 1994: Freiburg, Elisabeth-Schneider-Stiftung
- 1994: Wuppertal, Kunstraum
- 1995: Wuppertal, Kunsthalle Barmen
- 1995: Wuppertal, Galerie „Ort“
- 1996: Wuppertal, Galerie Epikur
- 1996: Hamburg, Chaos Art Galerie
- 1997: Bukarest, Nationalgalerie für zeitgenössische Kunst
- 1997: Wuppertal, Immanuelskirche
- 1998: Essen, Galerie Lekon
- 1999: Remscheid, Werkzeugmuseum
- 1999: Tilburg, Galerie Resy Muijers
- 1999: Wuppertal, Böhler Hofgesellschaft
- 2000: Köln, Galerie Roccoco
- 2000: Dresden, Oktogon der Hochschule für bildende Künste
- 2000: Halle, Burg Giebichenstein
- 2000: Düsseldorf, Kunsthalle und Kunstverein
- 2001: Wuppertal, Galerie Junge
- 2001: Remscheid, Städtische Galerie
- 2001: Wuppertal, von der Heydt-Museum
- 2002: Tilburg, Galerie Resy Muijers
- 2003: Wuppertal, Immanuelskirche
- 2003: Wuppertal, Galerie Junge
- 2007: Eschbachtal, „In Strömen“
- 2008: Seoul, Baum Art Gallery
- 2008: Seoul, Hanjoen Plaza Gallery
- 2010: Lünen, Kulturhauptstadtprojekt 2010 „Über Wasser gehen“

## Performances
- 1995: „Die ewige Flamme“ im „Ort“, Wuppertal
- 1995/98: „Mockba“ im „Cyt“, Wuppertal Sommerakademie Studienstiftung, St. Johann
- 1996/98: „Mockba“ Von der Heydt-Museum, Wuppertal
- 1999: „Splinters“ in der Böhler Hofgesellschaft, Wuppertal
- 2000: „Splinters“ in der Kunstakademie Dresden
- 2001: „Splinters“ in der Hochschule Burg Giebichenstein, Halle
- 2001: „Splinters“ im Von der Heydt-Museum, Wuppertal
- 2004: „Splinters“ in der Hochschule der Künste, Bremen
- 2004: „Soglia“ in der Böhler Hofgesellschaft, Wuppertal
- 2011: „Fahrt auf einem Faden“, Produktion mit Caroline Keufen (Schauspiel) und Ute Völker (Akkordeon) Galerie Barczat, Wuppertal

## Partizipationsprojekte im öffentlichen Raum
- seit 1999: Lichtinszenierung „Lichterwege“ (jährlich), Beteiligung von 26 Institutionen des Stadtteils
- 2005: Licht- und Tanzinszenierung „Brückenzauber“, Solingen, Beteiligung von ca. 2000 Passanten
- 2006: Neugestaltung Bushaltestelle „Schleswiger Str“, Wuppertal, Beteiligung von 100 Anwohnern
- 2007: Event „Treppenlauf“, Wuppertal, Beteiligung von ca. 1000 Bürgern Wuppertals
- 2007: Temporäre Installation „Flaschenpost“, Morsbachtal, Beteiligung von ca. 2000 Menschen
- 2007: Neugestaltung Fußgängerunterführung „Am Clef“, Beteiligung von 200 Jugendlichen
- 2008: Neugestaltung „Schleswiger Treppe“, Wuppertal, Beteiligung von 250 Anwohnern
- 2008: Neugestaltung „Flensburger Treppe“, Wuppertal, Beteiligung von 400 Anwohnern
- 2009: Lichtinszenierung „Nachtaktiv“ Schloss Paffendorf, Bergheim, Beteiligung von 30 jugendlichen Naturparkführern und ortsansässigen Vereinen
- 2010: „Feuer“ (Inszenierung mit Camilo Milton (Tanz)) Keramion, Frechen
- 2010: „Gartentanz“ (Inszenierung mit Mark Sieczkarek (Tanz)) Schlosspark, Schloss Brühl
- 2010: „Erde“ (Inszenierung mit Ruth Amarante (Tanz)), Waldau, Bonn „Wasser“ (Inszenierung mit Caroline Keufen (Theater)), Tuchfabrik, Euskirchen Ruhratoll
- 2010: „MuseLabor“, Kulturhauptstadtprojekt 2010 Essen, Beteiligung von 1200 Kindern aus 44 Schulen, 10 Professoren der physikalischen Fakultät Uni Duisburg/Essen
- 2011: „Move!“, Umgestaltung der Unterführung Rheinhauser Str., Moers, Beteiligung von 200 Anwohnern
- 2012: Neugestaltung Pressburger Treppe, Beteiligung von 120 Anwohnern

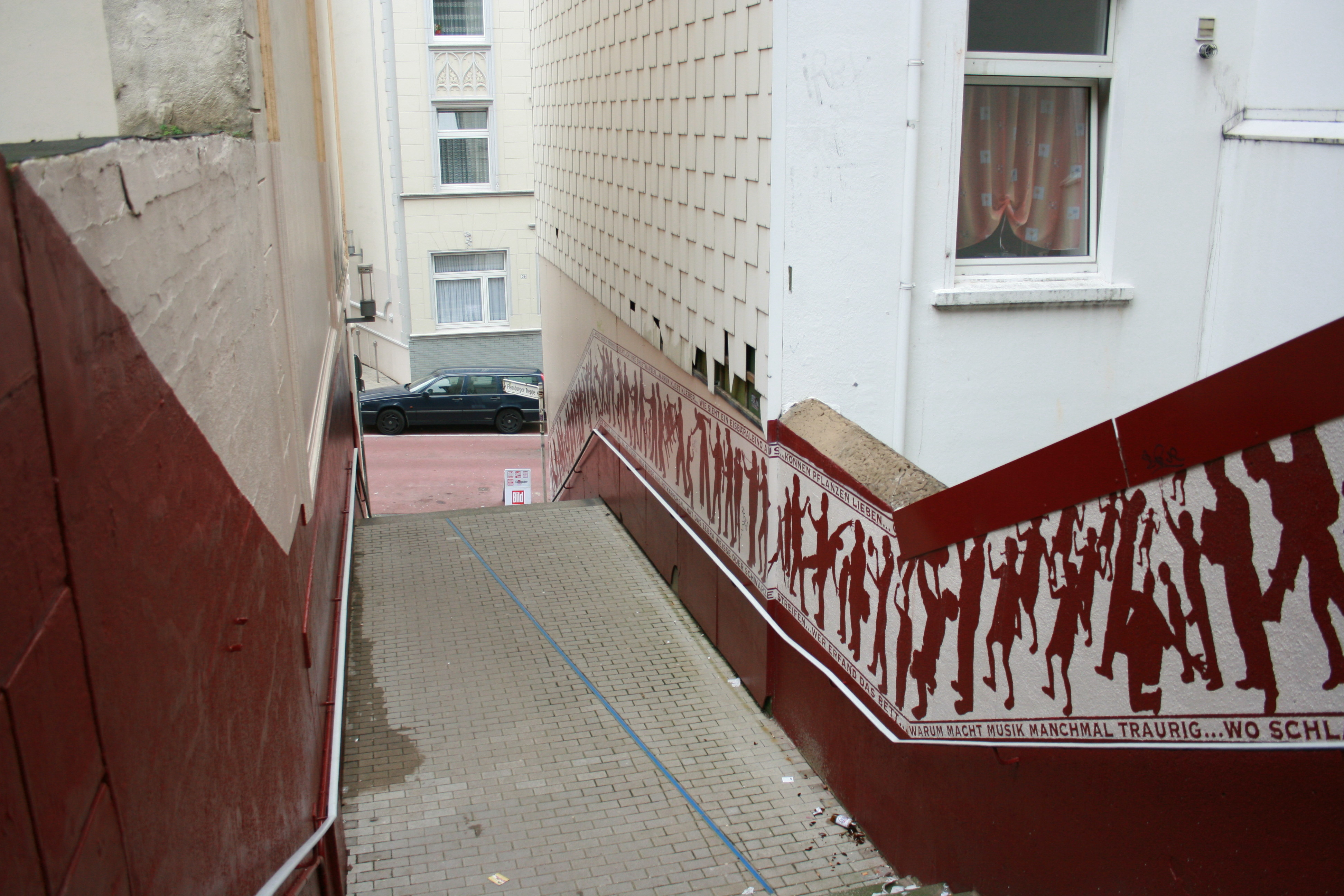
Neugestaltung „Flensburger Treppe“
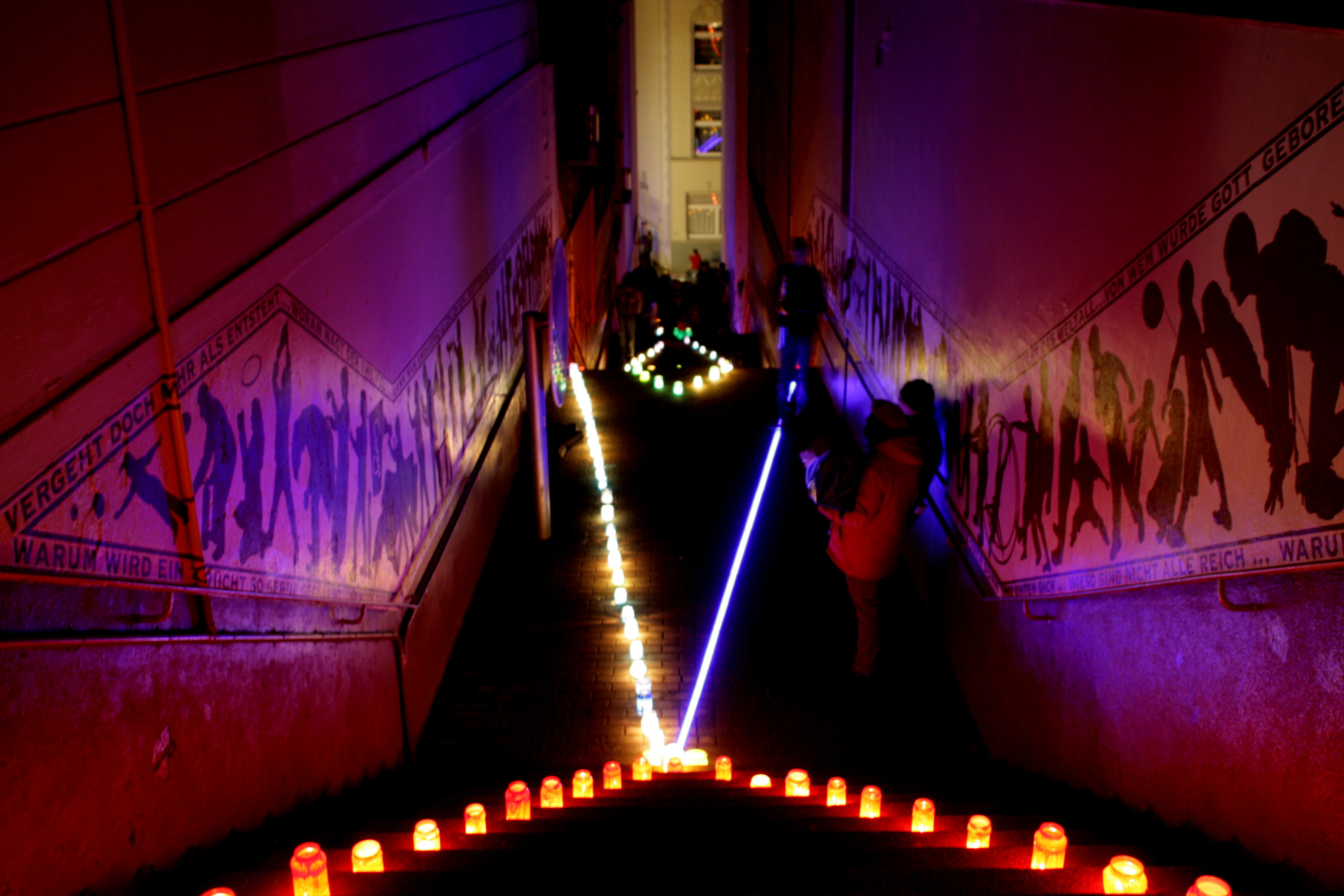
Lichterwege
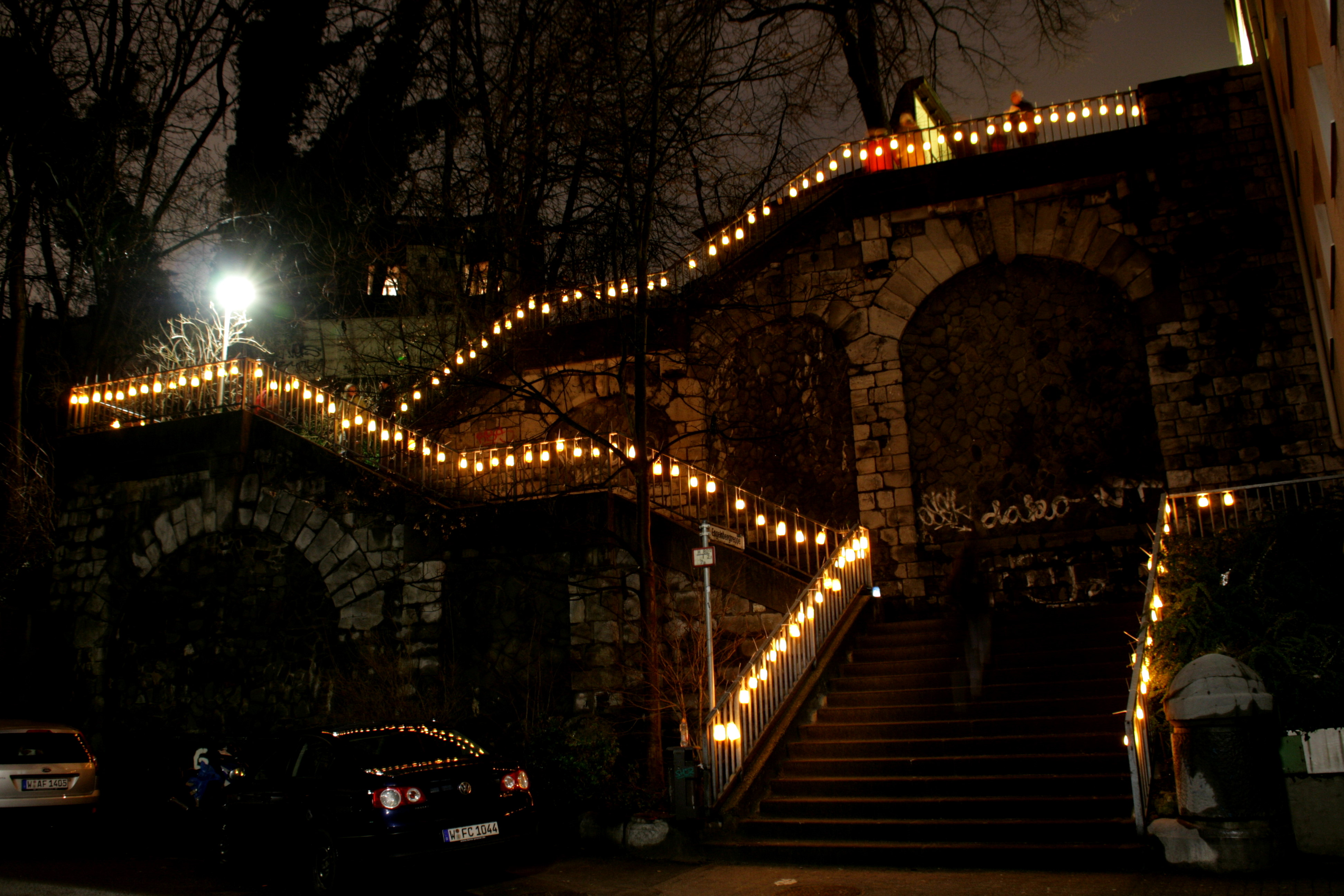
Lichterwege
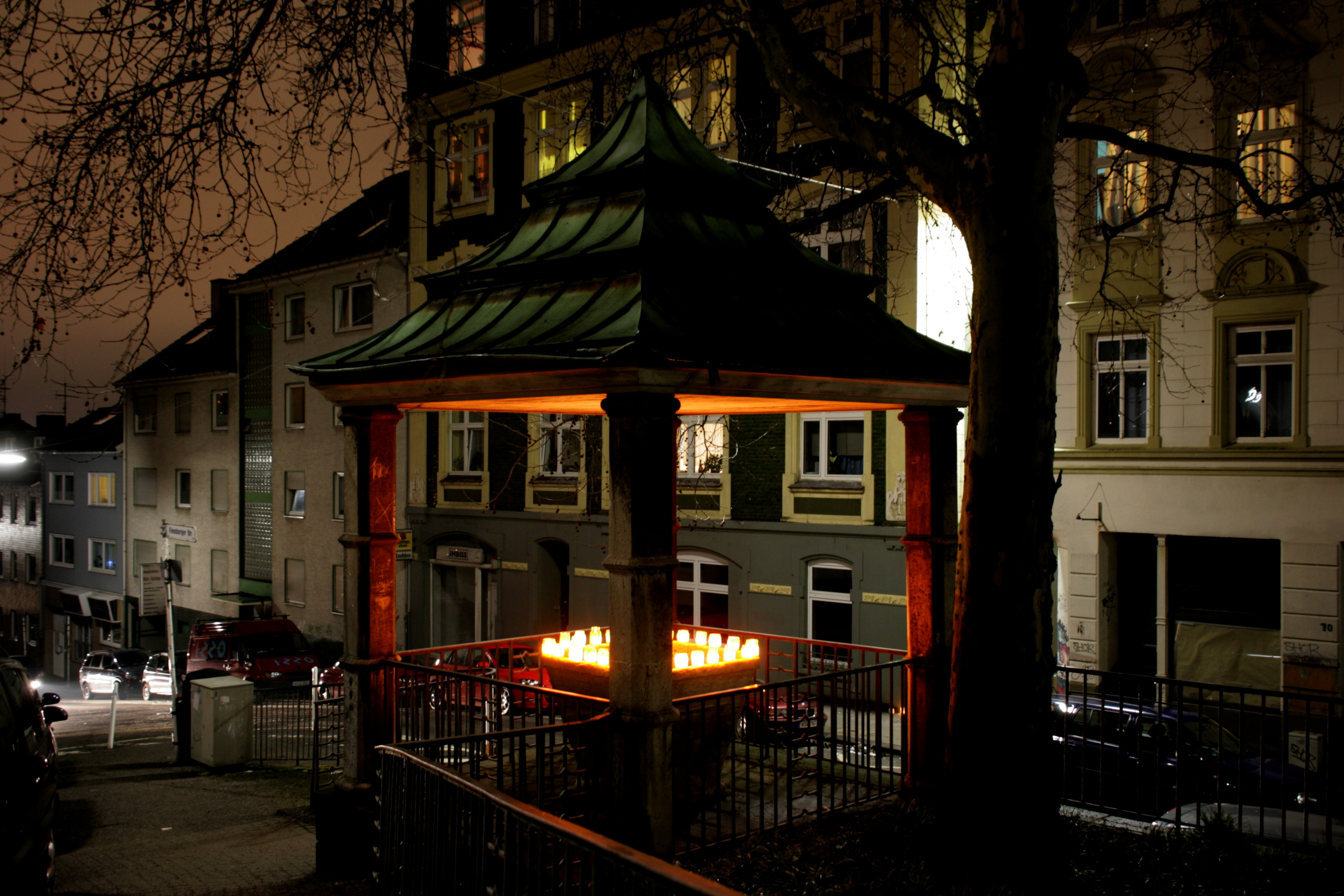
Lichterwege

## Auszeichnungen und Ehrungen
- 2001: Förderpreis des von der Heydt-Kulturpreis
- 2005: 2. Preis NRW „soziale Stadt“ für „Lichterwege“[1]
- 2009: Preis der Architektenkammer Nordrhein-Westfalen, „NRW wohnt“[1]
- 2009: Auszeichnung des Bundesbauministeriums: „Nationaler Preis für integrierte Stadtentwicklung und Baukultur“[1]
- 2009: Auszeichnung „Vorbildprojekt der Sozialen Stadt NRW“[1]
- 2009: Auszeichnung als „Robert Jungk Zukunftsprojekt“ für Treppengestaltung im öffentlichen Raum[1]